# Differenz-Operator
Ein Differenz-Operator ist in der Mathematik ein Operator, mit dem die Differenz einer Funktion in mehreren Variablen verallgemeinert wird. Dadurch lassen sich beispielsweise Eigenschaften wie die Monotonie einer reellen Funktion einer Variable auf Funktionen mehrerer Variablen verallgemeinern. Ein anderes Anwendungsgebiet von Differenz-Operatoren ist die Stochastik und Maßtheorie, wo mit ihrer Hilfe abstrakte Volumenbegriffe definiert werden.

## Definition

### Mehrdimensionale Analysis
Gegeben sei eine reellwertige Funktion mehrerer reeller Variablen
{\displaystyle F:\mathbb {R} ^{n}\to \mathbb {R} }
Dann ist der Differenzenoperator für {\displaystyle a^{1}=(a_{1}^{1},\dots ,a_{n}^{1}),a^{2}=(a_{1}^{2},\dots ,a_{n}^{2})} definiert als
{\displaystyle \Delta _{a^{1}}^{a^{2}}F:=\sum _{i_{1},\dots ,i_{n}\in \{1,2\}}(-1)^{i_{1}+\dots +i_{n}}F(a_{1}^{i_{1}},\dots ,a_{n}^{i_{n}})}
und die Differenzenbildung in der {\displaystyle \nu }-ten Komponente als
{\displaystyle {}_{\nu }\Delta _{\alpha }^{\beta }F:=F(x_{1},\dots ,x_{\nu -1},\beta ,x_{\nu +1},\dots ,x_{n})-F(x_{1},\dots ,x_{\nu -1},\alpha ,x_{\nu +1},\dots ,x_{n})}.

### Finite Differenzen
In der Theorie der finiten Differenzen existieren auch die Differenzoperatoren
{\displaystyle \Delta f:=f(x+1)-f(x)}
und
{\displaystyle \nabla f:=f(x)-f(x-1).}
Geschrieben mit dem Shiftoperator {\displaystyle \operatorname {s} _{a}f:=f(x+a)} als
{\displaystyle \Delta f=(\operatorname {s} _{+1}-\operatorname {id} )f,\qquad \nabla f=(\operatorname {id} -\operatorname {s} _{-1})f.}

#### Allgemeiner
Allgemeiner definiert man die Vorwärts-Differenz
{\displaystyle \Delta _{h}f:=f(x+h)-f(x),}
die Rückwärts-Differenz
{\displaystyle \nabla _{h}f:=f(x)-f(x-h),}
und die zentrierte Differenz
{\displaystyle \delta _{h}f:=f(x+{\tfrac {h}{2}})-f(x-{\tfrac {h}{2}}).}

## Erläuterung
Durch Austausch der einzelnen Komponenten wird von den beiden Vektoren ein Quader im {\displaystyle \mathbb {R} ^{n}} mit {\displaystyle 2^{n}} Ecken erzeugt. Die Funktionswerte an diesen Ecken werden dann noch in Abhängigkeit von Ursprungsvektor der Komponenten mit einem Vorzeichen versehen und dann addiert, beispielsweise für {\displaystyle n=2}:
{\displaystyle \Delta _{a^{1}}^{a^{2}}F=F(a_{1}^{2},a_{2}^{2})-F(a_{1}^{1},a_{2}^{2})-F(a_{1}^{2},a_{2}^{1})+F(a_{1}^{1},a_{2}^{1})}.
Die Differenzbildung in der {\displaystyle \nu }-ten Komponente ist zwar konstant im {\displaystyle \nu }-ten Eintrag, wird aber meist immer noch als Funktion auf {\displaystyle \mathbb {R} ^{n}} aufgefasst, um das weitere Anwenden von Differenzoperatoren zu ermöglichen.

## Eigenschaften
Der Differenzen-Operator ist linear, das heißt, es gilt 
{\displaystyle \Delta _{a^{1}}^{a^{2}}(F+G)=\Delta _{a^{1}}^{a^{2}}F+\Delta _{a^{1}}^{a^{2}}G}
Des Weiteren ist
{\displaystyle \Delta _{a^{1}}^{a^{2}}F=\sum _{i_{1}=1}^{2}(-1)^{i_{1}}\cdot \sum _{i_{2}=1}^{2}(-1)^{i_{2}}\cdot \dots \cdot \sum _{i_{n}=1}^{2}(-1)^{i_{n}}F(a_{1}^{i_{1}},\dots ,a_{n}^{i_{n}})={}_{1}\Delta _{a_{1}^{1}}^{a_{1}^{2}}\cdots {}_{n}\Delta _{a_{n}^{1}}^{a_{n}^{2}}F}
Außerdem gilt für {\displaystyle \mu \neq \nu }
{\displaystyle {}_{\mu }\Delta _{\alpha }^{\beta }{}_{\nu }\Delta _{\alpha }^{\beta }F={}_{\nu }\Delta _{\alpha }^{\beta }{}_{\mu }\Delta _{\alpha }^{\beta }F}
Die Differenzbildung der Komponenten ist also vertauschbar.

## Verwendung
Mittels des Differenzoperators lässt sich beispielsweise die Monotonie einer Funktion verallgemeinern: Eine Funktion {\displaystyle F\colon \mathbb {R} ^{n}\to \mathbb {R} } heißt dann rechtecksmonoton, wenn
{\displaystyle a\leq b\implies \Delta _{a}^{b}F\geq 0}
gilt. Dabei ist {\displaystyle a\leq b} komponentenweise zu verstehen, also {\displaystyle a\leq b\iff a_{i}\leq b_{i}} für alle Indizes. Darauf aufbauend lassen sich solche Funktionen dann weiter untersuchen.
Außerdem werden Differenzoperatoren in der Maßtheorie und der Stochastik zur Definition von Maßen auf dem {\displaystyle \mathbb {R} ^{n}} mittels multivariater Verteilungsfunktionen verwendet.